# HD6700
HD6700 — хімічно пекулярна зоря спектрального класу
A2, що має видиму зоряну величину в смузі V приблизно  8,3.
Вона  розташована на відстані близько 739,6 світлових років від Сонця.